# Hirosaki, Aomori
Hirosaki (弘前市 Hirosaki-shi) là thành phố thuộc tỉnh Aomori, Nhật Bản. Tính đến ngày 1 tháng 10 năm 2020, dân số ước tính thành phố là 168.466 người và mật độ dân số là 320 người/km2. Tổng diện tích thành phố là 524,12 km2.

## Địa lý

### Đô thị lân cận
- tỉnh Aomori
  - Ajigasawa
  - Fujisaki
  - Hirakawa
  - Inakadate
  - Itayanagi
  - Nishimeya
  - Ōwani
  - Tsugaru
  - Tsuruta
- Tỉnh Akita
  - Ōdate

### Khí hậu
| Dữ liệu khí hậu của Hirosaki, Aomori     | Dữ liệu khí hậu của Hirosaki, Aomori | Dữ liệu khí hậu của Hirosaki, Aomori | Dữ liệu khí hậu của Hirosaki, Aomori | Dữ liệu khí hậu của Hirosaki, Aomori | Dữ liệu khí hậu của Hirosaki, Aomori | Dữ liệu khí hậu của Hirosaki, Aomori | Dữ liệu khí hậu của Hirosaki, Aomori | Dữ liệu khí hậu của Hirosaki, Aomori | Dữ liệu khí hậu của Hirosaki, Aomori | Dữ liệu khí hậu của Hirosaki, Aomori | Dữ liệu khí hậu của Hirosaki, Aomori | Dữ liệu khí hậu của Hirosaki, Aomori | Dữ liệu khí hậu của Hirosaki, Aomori |
| Tháng                                    | 1                                    | 2                                    | 3                                    | 4                                    | 5                                    | 6                                    | 7                                    | 8                                    | 9                                    | 10                                   | 11                                   | 12                                   | Năm                                  |
| ---------------------------------------- | ------------------------------------ | ------------------------------------ | ------------------------------------ | ------------------------------------ | ------------------------------------ | ------------------------------------ | ------------------------------------ | ------------------------------------ | ------------------------------------ | ------------------------------------ | ------------------------------------ | ------------------------------------ | ------------------------------------ |
| Cao kỉ lục °C (°F)                       | 11.5 (52.7)                          | 17.2 (63.0)                          | 20.7 (69.3)                          | 28.0 (82.4)                          | 33.3 (91.9)                          | 33.7 (92.7)                          | 36.4 (97.5)                          | 39.3 (102.7)                         | 36.7 (98.1)                          | 28.6 (83.5)                          | 24.2 (75.6)                          | 18.0 (64.4)                          | 39.3 (102.7)                         |
| Trung bình ngày tối đa °C (°F)           | 1.7 (35.1)                           | 2.5 (36.5)                           | 6.7 (44.1)                           | 14.3 (57.7)                          | 20.3 (68.5)                          | 23.9 (75.0)                          | 27.4 (81.3)                          | 28.8 (83.8)                          | 24.9 (76.8)                          | 18.4 (65.1)                          | 11.3 (52.3)                          | 4.4 (39.9)                           | 15.4 (59.7)                          |
| Trung bình ngày °C (°F)                  | −1.5 (29.3)                          | −1.0 (30.2)                          | 2.3 (36.1)                           | 8.6 (47.5)                           | 14.3 (57.7)                          | 18.3 (64.9)                          | 22.3 (72.1)                          | 23.5 (74.3)                          | 19.4 (66.9)                          | 12.9 (55.2)                          | 6.5 (43.7)                           | 0.8 (33.4)                           | 10.5 (50.9)                          |
| Tối thiểu trung bình ngày °C (°F)        | −4.6 (23.7)                          | −4.6 (23.7)                          | −1.8 (28.8)                          | 3.2 (37.8)                           | 8.9 (48.0)                           | 13.7 (56.7)                          | 18.2 (64.8)                          | 19.3 (66.7)                          | 14.9 (58.8)                          | 8.2 (46.8)                           | 2.2 (36.0)                           | −2.4 (27.7)                          | 6.3 (43.3)                           |
| Thấp kỉ lục °C (°F)                      | −13.5 (7.7)                          | −16.2 (2.8)                          | −10.4 (13.3)                         | −5.9 (21.4)                          | −1.1 (30.0)                          | 4.2 (39.6)                           | 6.8 (44.2)                           | 11.0 (51.8)                          | 6.0 (42.8)                           | −0.4 (31.3)                          | −6.8 (19.8)                          | −11.6 (11.1)                         | −16.2 (2.8)                          |
| Lượng Giáng thủy trung bình mm (inches)  | 125.5 (4.94)                         | 99.9 (3.93)                          | 82.3 (3.24)                          | 65.8 (2.59)                          | 66.3 (2.61)                          | 71.9 (2.83)                          | 115.3 (4.54)                         | 140.7 (5.54)                         | 136.3 (5.37)                         | 107.7 (4.24)                         | 113.7 (4.48)                         | 130.1 (5.12)                         | 1.255,3 (49.42)                      |
| Lượng tuyết rơi trung bình cm (inches)   | 221 (87)                             | 185 (73)                             | 116 (46)                             | 6 (2.4)                              | 0 (0)                                | 0 (0)                                | 0 (0)                                | 0 (0)                                | 0 (0)                                | 0 (0)                                | 17 (6.7)                             | 147 (58)                             | 679 (267)                            |
| Số ngày giáng thủy trung bình (≥ 1.0 mm) | 20.3                                 | 18.0                                 | 15.2                                 | 11.2                                 | 9.3                                  | 8.3                                  | 9.5                                  | 10.4                                 | 10.7                                 | 12.9                                 | 16.2                                 | 20.1                                 | 162.1                                |
| Số ngày tuyết rơi trung bình (≥ 3 cm)    | 21.8                                 | 19.0                                 | 14.5                                 | 1.1                                  | 0                                    | 0                                    | 0                                    | 0                                    | 0                                    | 0                                    | 1.7                                  | 15.1                                 | 73.2                                 |
| Số giờ nắng trung bình tháng             | 44.3                                 | 65.7                                 | 119.5                                | 182.9                                | 204.4                                | 182.3                                | 159.3                                | 184.5                                | 158.3                                | 140.8                                | 90.0                                 | 52.9                                 | 1.585,1                              |
| Nguồn: Cục Khí tượng Nhật Bản            |                                      |                                      |                                      |                                      |                                      |                                      |                                      |                                      |                                      |                                      |                                      |                                      |                                      |